# Lenggadai Hulu
Lenggadai Hulu is een bestuurslaag in het regentschap Rokan Hilir van de provincie Riau, Indonesië. Lenggadai Hulu telt 3706 inwoners (volkstelling 2010).